# Грязнов Олександр Андрійович
Олександр Андрійович Грязнов (нар. 8 червня 1940, Пирятин, Полтавська область — 11 червня 2021) — український поет та перекладач.

## Ранні роки
Олександр Андрійович Грязнов народився у місті Пирятині, Полтавської обл. 8 червня 1940 року в сім'ї студентів Дніпропетровського гірничого інституту. Мати — Горіздра Ольга Євменівна, українка, у зв'язку з народженням сина змушена була взяти академічну відпустку. Батько, Грязнов Андрій Інокентійович, росіянин, на момент одруження навчався на останньому курсі. Він захистив диплом 21 червня 1941 року. Наступного ж ранку почалася війна і батька Олександра Грязнова мобілізували і направили на курси молодших командирів у Підмосков'я. Сім'я залишилася без батька. Восени 1941 року Андрій Інокентійович брав участь у обороні Москви, а в 1942 році як досвідчений спортсмен-альпініст був переведений на Кавказ, де командував загоном розвідників-альпіністів під час оборони Головного Кавказького хребта. У лютому 1943 року в складі спеціальної групи з 21-го альпініста батько Олександра Грязнова брав участь у сходженні на Ельбрус, під час якого за наказом командування були зняті фашистські знамена і встановлені червоні прапори. Після війни Андрій Інокентійович працював геологом у Середній Азії. Він загинув у 1949 році в горах Заілійського Алатау.
Під час війни Олександр Андрійович з матір'ю проживав у окупованому німцями Пирятині разом із сім'єю діда, Горіздри Євмена Мироновича. Після звільнення України від німецько-фашистських загарбників мати довчилася в інституті і почала працювати геологом, не маючи постійного житла. З цієї причини малий Сашко мусив жити з дідом у Пирятині, де закінчив середню школу № 2 і до двадцяти років працював слюсарем у Пирятинській РТС.

## Освіта
В 1960 році О. Грязнов вступив до Львівського політехнічного інституту, де одержав спеціальність, яка годувала його все життя, і зустрів своє кохання. В грудні 1965 року Олександр Андрійович закінчив навчання на геодезичному факультеті ЛПІ і одержав диплом інженера астрономо-геодезиста.

## Сім'я
В 1964 році Олександр Грязнов одружився з однокурсницею — дрогобичанкою Орисею Гнатівною Копач. В листопаді 1965 року у новоствореної сім'ї народився перший син — Андрій, а через сім років — другий син Дмитро.

## Кар'єра
Дев'ять років Олександр Андрійович працював на польових геодезичних роботах з нескінченними відрядженнями, після чого перейшов на викладацьку роботу в Київський технікум транспортного будівництва. В Києві живе з 1966 року. Протягом тридцяти п'яти років він працював викладачем геодезії та маркшейдерської справи, після чого вийшов на пенсію у сімдесят років.
Поетична діяльність: Олександр Грязнов почав писати вірші приблизно з 17-ти років. Протягом тридцяти років він писав виключно російською мовою, не друкуючи власних творів. Після Чорнобильської трагедії став писати українською і друкувати окремі твори у районних і обласних газетах. З 2000 року підбірки віршів О. Грязнова були надруковані у журналах «Дніпро», «Дзвін», «Вітчизна», «Райдуга», а в 2005 році вийшла книга «Якщо вже так судилося мені», до якої ввійшло близько 350 віршів.

## Перекладацька діяльність
З 1995 року Олександр Андрійович почав активну перекладацьку діяльність. Вже в зрілому віці він створив цілий ряд україномовних перекладів поетичних творів російських та англійських авторів. У 1999 році в журналі «Всесвіт» був опублікований переклад однієї з маленьких трагедій О.Пушкіна «Скупий лицар», а в «Хрестоматії зарубіжної літератури» для 9 класу — переклади п'яти віршів М. Лермонтова. У 2006 році була видана книга «Українське звучання чужої поезії», яка містила переклади дев'яти поем і ста одинадцяти віршів російських та англійських поетів.
У 2007 році вийшла друком книга «Драматичні твори Д.Байрона та О. Пушкіна», до якої ввійшли байронівські поеми «Каїн» та «Манфред», а також пушкінські «Маленькі трагедії», «Борис Годунов» та «Русалка».
Олександр Грязнов перекладав також твори геніального англійського драматурга В. Шекспіра. У 2001 році ним було перекладено трагедію «Гамлет». Наприкінці 2008 року було видано двотомник «Трагедії та хроніки» В. Шекспіра, до якого ввійшли трагедії «Гамлет», «Отелло», «Макбет» і «Король Лір» та хроніка «Король Генріх четвертий» у двох частинах.
У 2009 році була видана книга «На мілині життя у морі часу», яка містить авторські поезії Олександра Грязнова, написані українською мовою після 2005 року, а також нові переклади російськомовних авторів та вибрані вірші, написані російською мовою до 1987 року. За останні роки О. А. Грязнов переклав ще вісім творів Шекспіра: «Юлій Цезар», «Антоній і Клеопатра», «Річард ІІ», «Річард ІІІ», «Король Джон», «Дванадцята ніч», «Багато галасу з нічого» та «Венеціанський купець». На жаль, ці переклади і досі неопубліковано, оскільки видати їх самотужки автор не в змозі.
У журналі «Всесвіт» № 7-8 за 2011 рік надруковано містерію «Каїн» Джорджа Гордона Байрона в перекладі О.Грязнова.
У 2009 році Олександр Грязнов став членом Національної спілки письменників України.

## Смерть
Помер 11 червня 2021 року в віці 81-го року від ускладнень, викликаних коронавірусним захворюванням COVID-19.

## Видання творів
- Поетична збірка «Якщо вже так судилося мені…» — К.: Задруга, 2005. — 168с. © Грязнов О. А., 2005
- Поетична збірка «На мілині життя у морі часу» — К.:ТОВ"Задруга", 2009. — 180с. © Грязнов О. А., 2009

## Переклади
- збірка «Українське звучання чужої поезії» (збірка творів О.Пушкіна, М.Лермонтова, Ф.Тютчева, І.Анненського, О.Блока, О.Мандельштама, С.Єсеніна, Б.Пастернака, М.Заболоцького, Й.Бродського, М.Квлівідзе, А.Теннісона, Е.По, Г.Лонгфелло та Т.Мура.) — К.:ТОВ «Задруга», 2006. — 224с. © Грязнов О. А., 2006
- "Драматичні твори Д.Байрона та О.Пушкіна" («Каїн», «Манфред», «Борис Годунов», «Скупий лицар», «Моцарт і Сальєрі», «Кам'яний гість», «Бенкет під час чуми», «Русалка».) К.:ТОВ «Задруга», 2007. — 298с. © Грязнов О. А., 2007
- Вільям Шекспір. «Трагедії та хроніки» Книга I («Гамлет», «Отелло», «Макбет»). В.Шекспір — К.:ТОВ «Задруга», 2008. — 366с. © Грязнов О. А., 2008
- Вільям Шекспір. «Трагедії та хроніки» Книга II («Король Лір», «Король Генріх IV»). В.Шекспір — К.:ТОВ «Задруга», 2008. — 308с. © Грязнов О. А., 2008

Нові переклади творів О.Пушкіна, М.Лермонтова, Ф.Тютчева, О.Апухтіна, О.Блока та С.Єсєніна. Перед смертю у 2021 році в останні роки життя Грязнов переклав ще вісім творів Шекспіра: «Юлій Цезар», «Антоній і Клеопатра», «Річард ІІ», «Річард ІІІ», «Король Джон», «Дванадцята ніч», «Багато галасу з нічого» та «Венеціанський купець» однак не встиг опублікувати їх при житті.